# El lado oscuro
El lado oscuro (título original Half Bad) es una novela de fantasía para adolescentes escrita por la autora Sally Green y publicada en 2014. Es notable por su uso de la narrativa de la segunda apersona como parte de una narrativa más amplia en primera persona. El 3 de marzo del mismo año de su publicación, estableció el récord Mundial Guinness como el 'Libro más traducido por un autor debut, publicación previa', habiéndose vendido en 45 idiomas antes de su publicación en el Reino Unido por "Penguin Books".

## Sinopsis
Inglaterra, época actual. Nathan Byrn sabe que no es como los demás. Aunque su madre era una respetada Bruja Blanca, su padre pertenece al linaje de los temibles Brujos Negros, lo cual hace de él un ser dividido que se debate entre la luz y las tinieblas. Este origen no le permite integrarse plenamente a la comunidad Blanca, la cual lo trata con desprecio y recelo. El hecho de que Nathan sea, además, hijo de Marcus, el más temido y odiado de los Brujos Negros, sólo sirve para empeorar su situación. El Consejo de los Brujos Blancos ha decidido someterlo a un control brutal para evitar que su lado sombrío se imponga. No obstante, llega el momento en el que Nathan decide convertirse en el dueño de su destino: será él y nadie más quien determine su camino. 

## Personajes
Nathan Byrn: El protagonista de 17 años. Tiene el pelo lacio y negro, piel oliva y ojos negros. Se parece a su padre. Criado en una familia de Brujos Blancos, es mitad Blanco y mitad Negro, referido en la historia como (Medio Código: W 0.5 / B 0.5). Él puede auto curarse extraordinariamente rápido.
Jessica: la media hermana mayor de Nathan que lo odia. Más tarde se convierte en un cazador.
Arran: el medio hermano de Nathan, con quien Nathan tiene una relación amorosa.
Deborah: la media hermana de Nathan. Ella (como Arran) ama a Nathan.
Marcus: el padre de Nathan, el Brujo negro más temido de todos los tiempos. Mató al padre de los hermanos de Nathan, entre otros. Su Don es ser transformado en animales, pero también ha robado los Obsequios de muchos otros brujos al matarlos y comerse sus corazones.
Cora Byrn: la madre de Nathan, una bruja blanca que se suicidó. Su don era curar a otros.
Gabriel: Una brujo negro atrapada en el cuerpo de un fain. Ayuda a Nathan en su viaje.
Annalise: una bruja blanca, algunos meses mayor que Nathan. Más tarde huye de su cruel familia. Ella y Nathan estaban enamorados cuando eran adolescentes, pero se separan cuando se ven después de que Nathan se escapa de Celia. 
Mercury: una poderosa bruja negra que supuestamente es parte de todas las brujas diferentes.
Rose: Una bruja blanca y una asistente de Mercury, que siempre se sonroja y se ríe, aunque no se parece a ese tipo de persona.
Celia: una bruja blanca, mentora de Nathan con quien fue enviado a vivir. Ella abusó y lo encerró en una jaula. Sin embargo, cerca del final de su tiempo con Nathan, parece que se preocupa más por él.

## Desarrollo
Sally Green presentó El lado oscuro a un agente en enero de 2013; en marzo, el director editorial Ben Horslen adquirió el manuscrito para la imprenta infantil Puffin Books de Penguin Books, y lo calificó como "el libro de la Feria del Libro Infantil de Bolonia" después de una guerra de ofertas de 6 cifras. En el período previo a su publicación en el Reino Unido el 3 de marzo de 2014, los derechos internacionales de El lado oscuro se vendieron rápidamente; dentro de las 13 semanas de adquisición, se había vendido en 25 territorios; hasta noviembre de 2013, 36. En el día de la publicación, rompió el récord mundial Guinness por 'El libro más traducido por un autor debut, publicación previa' con 45 traducciones diferentes.

## Secuelas
El lado salvaje fue lanzado el 24 de marzo de 2015. El tercer y último libro de la serie, Una vida oculta, se publicó en marzo de 2016. 
En noviembre de 2014 se publicó una historia extra, "El lado falso". En el 2015 se publicó otro extra, "El lado real"

## Adaptación de la película
Se está trabajando en una adaptación al cine en Fox 2000 con Karen Rosenfelt para producir, todavía no hay una fecha estimada de producción pero se espera que sea pronto. 